# La Ortiga
La Ortiga är en ort i Mexiko.   Den ligger i kommunen Acámbaro och delstaten Guanajuato, i den södra delen av landet, 200 km väster om huvudstaden Mexico City. La Ortiga ligger 1 854 meter över havet och antalet invånare är 1 244.
Terrängen runt La Ortiga är platt åt sydväst, men åt nordost är den kuperad.  Trakten runt La Ortiga är nära nog obefolkad, med mindre än två invånare per kvadratkilometer. Närmaste större samhälle är Santa Ana Maya, 5,4 km norr om La Ortiga. Trakten runt La Ortiga består till största delen av jordbruksmark.